# Xylopia orestera
Xylopia orestera este o specie de plante angiosperme din genul Xylopia, familia Annonaceae, descrisă de Ian Mark Turner și David Mark Johnson. Conform Catalogue of Life specia Xylopia orestera nu are subspecii cunoscute.